# 70737 Stenflo
70737 Stenflo è un asteroide della fascia principale. Scoperto nel 1999, presenta un'orbita caratterizzata da un semiasse maggiore pari a 2,6470496 au e da un'eccentricità di 0,2221061, inclinata di 4,75849° rispetto all'eclittica.
L'asteroide è dedicato all'astronomo svedese naturalizzato svizzero Jan Olof Stenflo.